# Amsterdamsche Bank

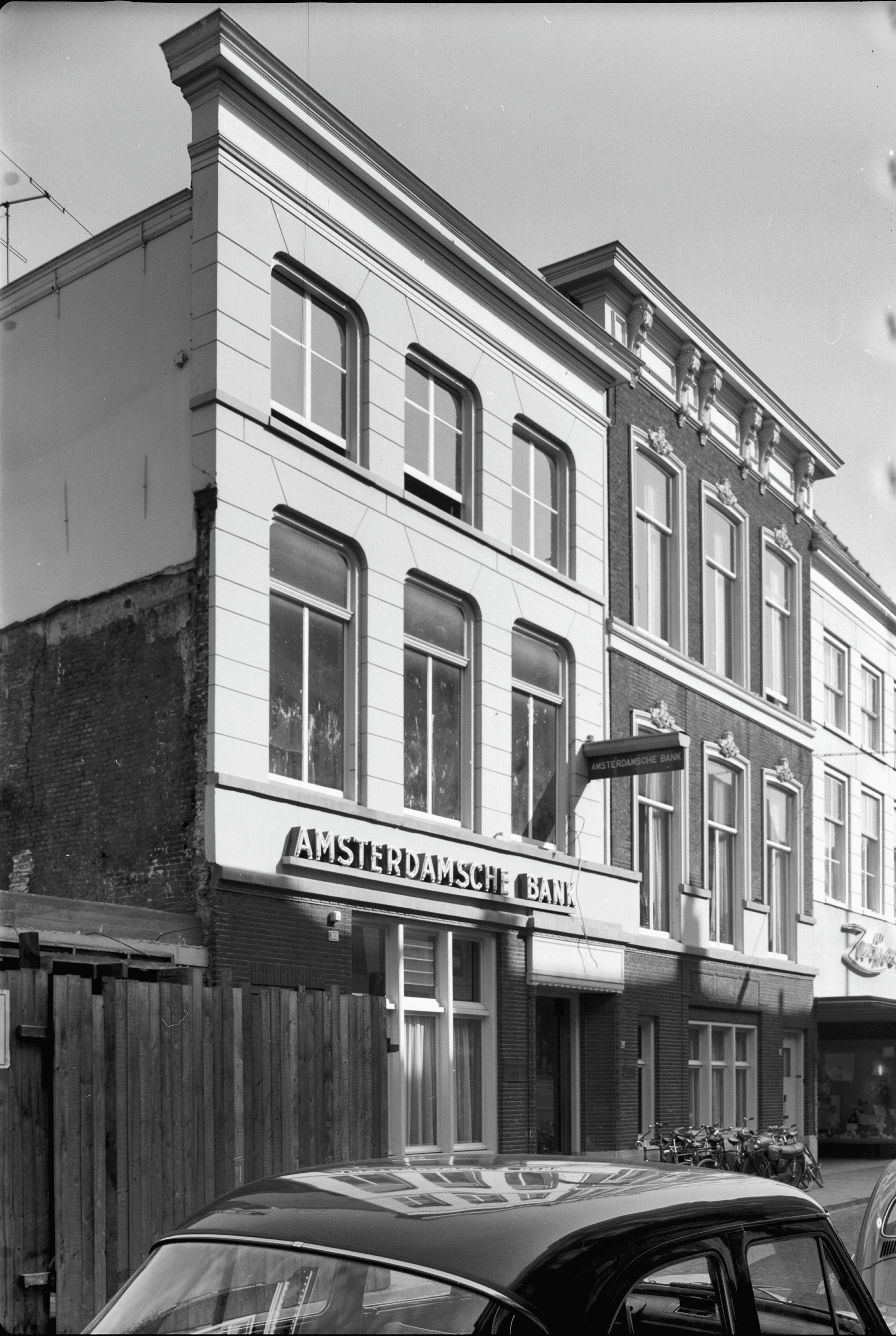
Een filiaal van de bank in Gorinchem in 1962.

De Amsterdamsche Bank (AB) is een voormalige Nederlandse bank. De bank werd in 1871 opgericht door een groep voornamelijk Duitse banken, onder leiding van de Bank für Handel und Industrie uit Darmstadt. In 1964 fuseerde de Amsterdamsche Bank met de Rotterdamsche Bank (voorheen Robaver) tot AMRO Bank.

## Geschiedenis
Duitsland zocht naar mogelijkheden om te investeren in buitenlandse bedrijven, door te beleggen met de herstelbetalingen die Frankrijk had betaald na de Frans-Pruisische Oorlog (1870-1871). Met de oprichting van AB zocht men naar manieren om de Duitse en Nederlandse geldmarkten meer met elkaar te verbinden. Aan Nederlandse kant speelde de Amsterdamse bankier Abraham Wertheim een belangrijke rol bij en na de oprichting. AB had een hechte band met de Amsterdamse diamantindustrie, maar was ook actief op de aandelenmarkt.
AB richtte in 1901 haar eerste dochteronderneming op, Amsterdamsch Wisselkantoor, dat een zelfstandig bedrijf was. Al snel zou Amsterdamsch Wisselkantoor vestigingen openen in Utrecht, Eindhoven, Almelo en Enschede. Later zouden alle kantoren opgenomen worden in het moederbedrijf, en als kantoren van AB verder door het leven gaan.
De Amsterdamsche Bank verwierf ook belangen in diverse provinciale banken, zoals de Helmondsche Bank en de Heerlener Bank. Vanaf 1911 werd het voorbeeld van Robaver gevolgd, en nam AB een groot aantal lokale banken over. Voor financiering van de Belgische diamantindustrie werd in Antwerpen in 1937 de Amsterdamsche Bank voor België opgericht.
In 1939 hadden AB en Robaver uitgewerkte fusieplannen klaarliggen, maar zetten deze in de ijskast anticiperend toen Nederlandse betrokkenheid bij de Tweede Wereldoorlog onvermijdbaar scheen. Begin 1940 nam AB in Alkmaar Noordhollandsch Landbouwcrediet over, een bank waarvan AB ook aan de wieg had gestaan.
Verreweg de belangrijkste bankfusie was echter de overname van de Incasso Bank per 1 januari 1948.
Na de oorlog was AB samen met drie andere grote Europese banken betrokken bij de opzet van het European Advisory Committee, dat zich zou ontwikkelen tot de Banque Européenne de Crédit à Moyen Terme in 1967.